# Přebor Středočeského kraje 2016/2017
V soubojích 57. ročníku Přeboru Středočeského kraje 2016/17 (jedna ze skupin 5. fotbalové ligy) se utkalo 16 týmů každý s každým dvoukolovým systémem podzim–jaro. Tento ročník začal v pátek 12. srpna 2016 úvodním zápasem 1. kola.

## Nové týmy v sezoně 2015/16
- Z Divize B 2015/16 sestoupilo do Středočeského krajského přeboru mužstvo TJ Sokol Nové Strašecí, přestože skončilo na 11. místě, které zaručovalo záchranu, tak z finančních důvodů požádalo o přeřazení o soutěž níže. [2] .
- Ze skupiny A I. A třídy Středočeského kraje 2015/16 postoupila mužstva FK Zbuzany 1953 (vítěz skupiny) a SK Hvozdnice.
- Ze skupiny B I. A třídy Středočeského kraje 2015/16 postoupila mužstva FK Brandýs nad Labem (vítěz skupiny),  SK Poříčany a SK Slaný.

## Účastníci
Český lev-Union Beroun • FK Brandýs nad Labem • SK Hvozdnice • TJ Jíloviště • SK Lhota • Mnichovohradišťský SK • TJ Sokol Nové Strašecí • SK Poříčany • SK Posázavan Poříčí nad Sázavou • SK Rakovník • SK Rejšice • AFK Sokol Semice • SK Slaný • AFK Tuchlovice • Čechie Vykáň • FK Zbuzany 1953.

## Nejlepší střelec
- Bude doplněn po skončení ročníku.

## Konečná tabulka
| Poř. | Tým                             | Z  | V  | R  | P  | VG | OG | B  |
| ---- | ------------------------------- | -- | -- | -- | -- | -- | -- | -- |
| 1.   | FK Brandýs nad Labem            | 30 | 24 | 2  | 4  | 80 | 22 | 76 |
| 2.   | Čechie Vykáň                    | 30 | 18 | 6  | 6  | 77 | 41 | 61 |
| 3.   | FK Zbuzany 1953                 | 30 | 16 | 5  | 9  | 83 | 48 | 56 |
| 4.   | SK Rakovník                     | 30 | 13 | 7  | 10 | 64 | 55 | 52 |
| 5.   | AFK Tuchlovice                  | 30 | 12 | 7  | 11 | 49 | 45 | 47 |
| 6.   | SK Rejšice                      | 30 | 13 | 5  | 12 | 58 | 51 | 46 |
| 7.   | TJ Sokol Nové Strašecí          | 30 | 11 | 7  | 12 | 40 | 51 | 43 |
| 8.   | SK Poříčany                     | 30 | 12 | 3  | 15 | 51 | 64 | 42 |
| 9.   | SK Posázavan Poříčí nad Sázavou | 30 | 11 | 5  | 14 | 55 | 45 | 40 |
| 10.  | SK Slaný                        | 30 | 9  | 8  | 13 | 47 | 56 | 39 |
| 11.  | SK Hvozdnice                    | 30 | 10 | 5  | 15 | 66 | 80 | 38 |
| 12.  | Český lev-Union Beroun          | 30 | 9  | 7  | 14 | 51 | 74 | 38 |
| 13.  | SK Lhota                        | 30 | 11 | 3  | 16 | 36 | 52 | 37 |
| 14.  | AFK Sokol Semice                | 30 | 10 | 5  | 15 | 53 | 91 | 37 |
| 15.  | TJ Jíloviště                    | 30 | 7  | 10 | 13 | 57 | 69 | 35 |
| 16.  | Mnichovohradišťský SK           | 30 | 8  | 7  | 15 | 36 | 59 | 33 |

|  | Postup do Divize B 2017/18                              |
|  | Sestup do skupin I. A třídy Středočeského kraje 2017/18 |